# Gousset d'assemblage
Un gousset est un élément de construction en acier permettant de relier des poutres individuelles constituées de profilés en acier. Les goussets sont considérés comme des points de pivotement d'un ouvrage porteur, en particulier dans un treillis.
Un gousset est constitué d'une pièce de tôle d'acier comportant des trous percés (de) pour accueillir des rivets ou des vis. Selon le type de structure porteuse, l'épaisseur de la tôle peut atteindre quelques centimètres. Dans les constructions soudées, les goussets empêchent l’accumulation de cordons de soudure en un seul point. Le résultat est un meilleur flux de force et une résistance à la fatigue plus élevée. Dans le cas de cadres tubulaires (par exemple les cadres de motos), des goussets peuvent être utilisés pour rigidifier des points de liaison particulièrement sollicités, par exemple sur la tête de direction.
La fonction la plus importante d'un gousset dans une structure est qu'un gousset garantit que les lignes de gravité des profilés de la structure se rencontrent avec précision. Les points de croisement des lignes de gravité sont également appelés nœuds.